# Gottfried Benn
Gottfried Benn (Mansfeld, avui Putlitz, Brandenburg, 2 de maig de 1886 - Berlín, 7 de juliol de 1956) va ser principalment poeta, però també va practicar la prosa en diferents gèneres: assaig, narració, relat. És considerat el poeta alemany més important de la primera meitat del segle xx. Va ser un dels escriptors de major influència abans i després del Tercer Reich.

## Biografia
Fill d'un pastor protestant, va estudiar medicina i va formar part del cos mèdic de l'exèrcit alemany. El 1912 va publicar el seu primer opuscle, Morgue und andere Gedichte (Morgue i altres poemes), en una edició restringida, la qual, però, va generar una àlgida polèmica i li va brindar una fama pública d'escandalós i provocador que no l'abandonaria mai. No obstant això, el llibre va despertar l'entusiasme d'escriptors i artistes gràfics contemporanis seus, que es movien en els àmbits de la nova avantguarda berlinesa centrada en l'expressionisme, un moviment amb concomitàncies amb el futurisme italià i amb d'altres expressions d'avantguarda de l'època.

## Poesia
La poesia de Gottfried Benn sorgeix en el context historicocultural de les avantguardes de principis del segle xx. Morgue und andere Gedichte serà el llibre que marcarà la seva fama en els cercles culturals del Berlín de principis de segle, i fins a mitjan segle. Morgue és un petit cicle de poemes que reflecteix la formació mèdica de l'autor, en el qual es descriuen cossos humans mutilats, cadàvers al dipòsit, un enterramorts, i descripcions detallades de llocs de pràctica de la medicina sense cap romanticisme, en escenes d'una violència lingüística i atmosfèrica no vista en llengua alemanya des del barroc.
La seva següent publicació és també un breu opuscle, Söhne, una mica més extens que l'anterior, en el qual es repeteixen no pocs dels temes i atmosferes de Morgue, en una mena d'aprofundiment de les aproximacions prèvies. Tots dos llibres reflecteixen no sols una severa crítica a la societat materialista, sinó que intueixen el cataclisme de la Guerra Mundial que s'aproximava. Més que tractar-se d'obres de tall profètic, com se sol pensar també de la poesia del període dels seus contemporanis expressionistes com Ernst Richard Maria Stadler, Georg Trakl, i Georg Heym, es tracta d'una obra molt lligada a l'herència filosòfica nietzscheana, amb imatges sorprenents i un poderós sentit de la devastació que prové no sols de l'experiència de l'autor com a metge, sinó sobretot de l'obra de Nietzsche.
No obstant això, a partir de Fleisch, el títol del següent llibre, la poesia de Benn començarà a experimentar una transformació decisiva. Divideix els poemes en blocs identificables, els quals detallen el nou desenvolupament de les seves idees, amb la creació de poemes en clau expressionista en què l'autor comença a desenvolupar la seva teoria del complex ligúric, el qual donarà origen a la seva teoria de la Südwort, la paraula meridional o del sud, clau en el desenvolupament de la seva obra i pensament. Els seus poemes comencen a transformar-se molt ràpidament, adquirint un caràcter monològic, de vegades obertament enigmàtics, i de difícil comprensió.
Després d'un breu període de suport al nazisme el 1933, Benn es veu de seguida perseguit pel Tercer Reich quan es descobreix el seu passat expressionista, i la seva obra és categoritzada com a art degenerat, tot i que, paradoxalment, Heinrich Himmler el defensaria assenyalant que el seu passat resultava irrellevant. No obstant això, el 1938 la Cambra d'Escriptors del Reich prohibiria el seu nom i li tancaria tota possibilitat de publicar, de manera que Benn va haver de fer el que ell mateix va anomenar la forma aristocràtica de l'emigració.
Statische Gedichte serà formalment el primer llibre de poemes de l'autor, si es considera que fins a aquest moment només havia publicat petits opuscles, o recopilacions d'obra, els quals li havien atorgat prestigi als cercles culturals, però no entre el gruix dels lectors. Aquest volum faria que tota l'obra prèviament publicada fos revaloritzada fins ocupar un lloc de privilegi en la història de la literatura alemanya.
Als seus anys finals, Benn va desenvolupar una poesia en què la vellesa i la situació de l'artista en la societat es fan més evidents, amb un llenguatge ple de frases melòdiques i memorables, combinat amb poemes d'un llenguatge obertament periodístic i col·loquial, en què un pessimisme cada vegada més poderós es fa present. Els seus últims llibres, Destillationen (1951), Fragmenti (1953) i Aprèslude (1955), no sols constitueixen la culminació d'una obra lírica exemplar, sinó que són el testimoni d'un home que aconsegueix transcendir la condició de certa marginació en què havia viscut fins llavors, i que continuen el desenvolupament d'idees i reflexions líriques prèvies: el lloc de l'artista a la societat; la transitorietat de l'ecistèncua; la creació de formes per vèncer la fragilitat de la vida i el caos; fins a desembocar en el tema de la vellesa i el destí de l'art, del creador i de la societat burgesa.

## Prosa i assaig
La pràctica de la prosa li va donar a Benn l'oportunitat de desenvolupar les idees que havia plasmat als seus primers poemes. No és casual que de Benn es pugui parlar més aviat d'obra en prosa que de narrativa, ja que els primers textos narratius del període expressionista mostren les mateixes característiques de la seva obra lírica. No hi ha una narració en un sentit tradicional, amb personatges i diàlegs identificables, sinó una ruptura de les fronteres, creació d'atmosferes enrarides, i fragmentació de l'estructura narrativa.
El gènere en el qual Benn va brillar, a més del líric, és el de l'assaig. La reflexió sobre temes estètics va ser una pràctica constant de Benn a partir de la dècada de 1930. El 1933 va publicar-se un dels seus llibres més polèmics per la seva oberta tendència pronazi, Kunst und Macht (Art i poder). Es tracta d'un aprofundiment d'algunes idees de Nietzsche, present ja des del títol, tot i que traspassades a la situació alemanya de després de la Primera Guerra Mundial.

## Obra
- Über die Häufigkeit des Diabetes mellitus im Heer. Dissertació (Berlín, 1912)
- Morgue und andere Gedichte (1912)
- Söhne. Neue Gedichte (1913)
- Gehirne. Novellen (Leipzig, 1916)
- Fleisch. Gesammelte Gedichte (1917)
- Die Gesammelten Schriften (1922)
- Schutt (1924)
- Spaltung. Neue Gedichte (1925)
- Gesammelte Gedichte (1927)
- Oratorium. Das Unaufhörliche (1931),
- Der neue Staat und die Intellektuellen (1933)
- Kunst und Macht (1934)
- Ausgewählte Gedichte (1936)
- Zweiundzwanzig Gedichte (1943)
- Statische Gedichte (1948
- Drei alte Männer (1949)
- Der Ptolemäer (1949)
- Ausdruckswelt. Essays und Aphorismen (1949)
- Trunkene Flut. Ausgewählte Gedichte (1949)
- Roman des Phänotyp (1943)
- Doppelleben (1950)
- Fragmente. Neue Gedichte (1951)
- Probleme der Lyrik (1951)